# Leyland Tiger
El Leyland Tiger, también conocido como B43, era un autobús de motor central, cuyo chasis fue fabricado por Leyland entre 1981 y 1992 para ser carrozado por otras empresas. El nombre ya se había utilizado anteriormente para un autobús con motor delantero construido entre 1927 y 1968. Reemplazó al Leyland Leopard, que había estado en producción por más de 20 años.

## Historia

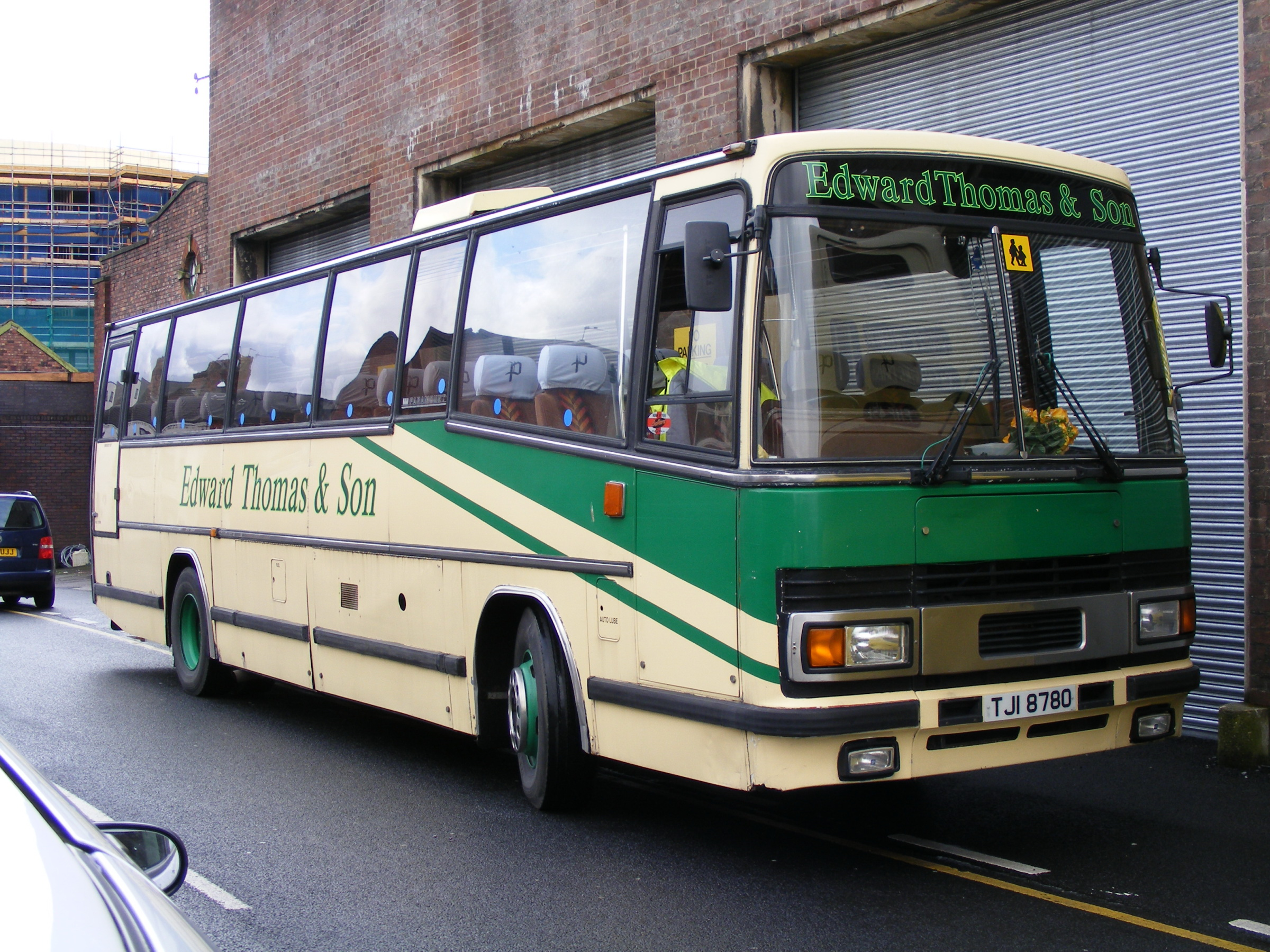
Tiger de Edward Thomas & Son carrozado por Plaxton Paramount

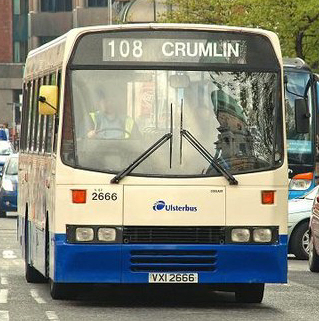
Tiger de Ulsterbus, carrozado por Alexander

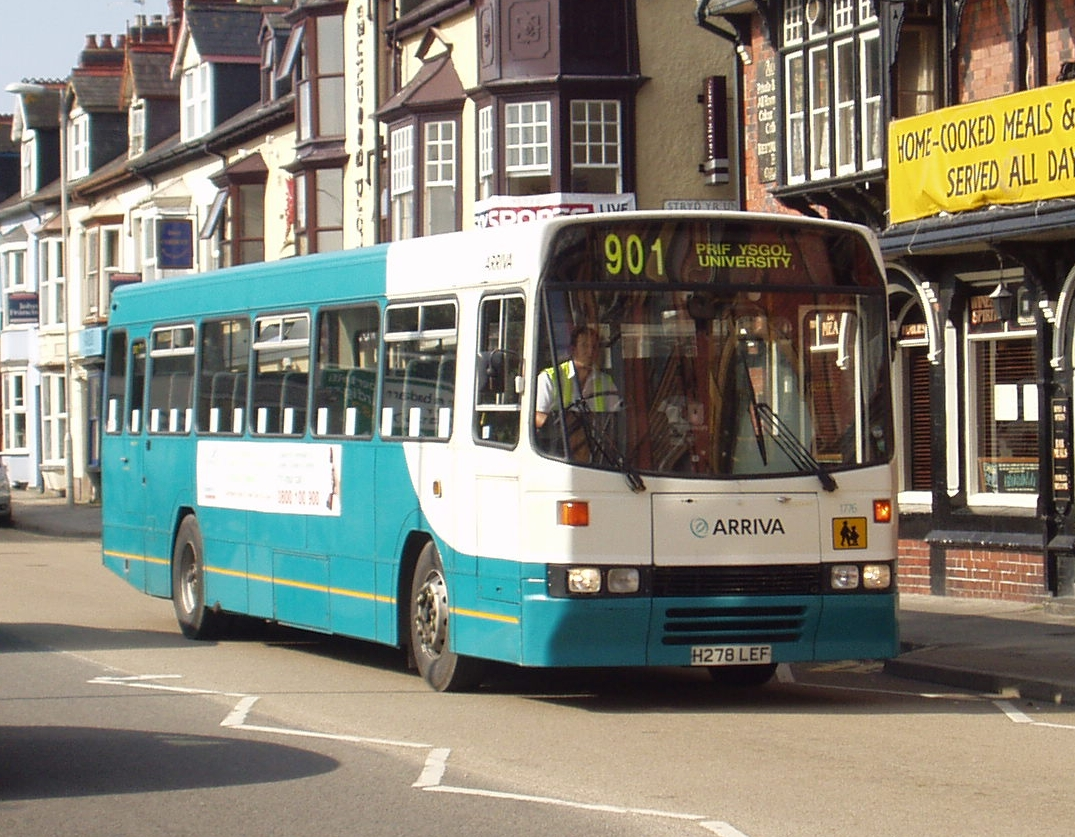
Tiger de Arriva Buses Wales carrozado por Alexander. Aberystwyth, septiembre de 2008

El Leyland Tiger fue lanzado en 1981. Inicialmente solo se ofrecía un motor, el Leyland TL11 turboalimentado, que podía tener una potencia de hasta 260 hp. El Leopard había disfrutado de un gran éxito como autobús en Escocia, generalmente con la carrocería Alexander Y-type, pero había perdido algunos pedidos del Scottish Bus Group a Seddon's Pennine 7, debido a la falta de voluntad de Leyland para ofrecer un motor Gardner en el Leopard.
Cuando Leyland lanzó el Tiger, continuó con esta misma falta de voluntad, justo cuando Dennis estaba desarrollando el modelo Dennis Dorchester con motor Gardner, que de manera similar tenía el potencial de ganar pedidos del Scottish Bus Group por delante del Tiger. Ante esta posibilidad, Leyland ofreció motores Gardner serie 6HLX en el Tiger de 1984. Para facilitar esta modificación, se tuvo que adaptar el chasis del Tiger, ya que el motor Gardner era significativamente más grande que el TL11. Aunque la amenaza que suponía el Dorchester fue solventada con éxito, resultó que había un mercado limitado para el Tiger con motor Gardner fuera del Scottish Bus Group.
Un motor estadounidense, el Cummins Inc. L10, también se convirtió en una opción en 1987. El motor Cummins se  solicitó con más frecuencia desde alrededor de 1988, y con este motor, la caja de cambios generalmente sería una ZF en lugar de la Leyland Hydracyclic.
AB Volvo se hizo cargo de Leyland en 1988 y, a partir de 1989, el Tiger se ofreció con el motor Volvo de la serie THD100 (instalado en el B10M, un modelo más vendido). La gran mayoría de los Tiger con motor Volvo se vendieron en Irlanda del Norte. Aproximadamente en este momento, las opciones TL11 y Gardner se eliminaron, dejando solo disponibles las opciones Cummins y Volvo.
Al igual que el Leopard, el Tiger también se vendió como autobús urbano. Con este propósito, se disponía de un motor de menor potencia y de ballestas en lugar de la suspensión neumática estándar.

## Operadores
El  Scottish Bus Group compró lotes de Tiger generalmente con carrocería tipo Alexander TS y motores Gardner 6HLXCT. También fue popular entre las subsidiarias de la National Bus Company. Shearings compró muchos Tiger para usarlos como autobuses de línea.
El Tiger también demostró ser muy popular en Irlanda del Norte, con Ulsterbus y Citybus comprando 747 unidades entre 1983 y 1993. El último Tiger en entrar en servicio lo hizo en Irlanda del Norte en agosto de 1993.

## Exportaciones
El Tiger era popular en Australia, donde su mayor cliente fue Ventura Bus Lines, de Melbourne, que compró 65 unidades durante un período de cinco años a partir de marzo de 1984, así como algunos más de segunda mano. Otros grandes compradores fueron North & Western Bus Lines, de Sídney; Premier Illawarra, de Wollongong; Rover Motors, de Cessnock; Surfside Buslines, de Gold Coast; y Thompsons Bus Service, de Brisbane. Todas estas empresas de transporte de viajeros formaron grandes flotas de Tiger nuevos y de segunda mano. Varios chasis de tres ejes fueron carrozados como autocares. El último chasis de Tiger se importó en 1984, pero no fue hasta 1993 cuando su propietario, Bass Hill Bus Service, lo carrozó.

## Autobús articulado
Se construyó al menos un chasis articulado, siendo carrozado por Superior en Australia en junio de 1987.

## Propiedad de Volvo
Leyland Bus fue adquirida en enero de 1987 mediante una operación liderada por Ian McKinnon, y parecía que el Tiger continuaría produciéndose como hasta entonces. Pero poco más de 12 meses después, en marzo de 1988, Volvo compró el negocio, lo que llevó a los dos autocares más vendidos del Reino Unido, el Leyland Tiger y el Volvo B10M, a ser propiedad del mismo grupo empresarial. Volvo sabía que Leyland tenía clientes fieles y que el Tiger tenía una buena reputación, por lo que se continuó fabricando.
A pesar de representar el 50% de todas las ventas de autobuses del Reino Unido en febrero de 1989, las ventas se desaceleraron y en 1990, en un intento de cambiar el stock, Volvo tenía cuarenta chasis con carrocería de Plaxton. Veinticinco de estas carrocerías fueron los únicos Plaxton 321 construidos, siendo este el derivado de Plaxton del Duple 320 adquirido cuando Duple cerró.
Volvo reconoció que el Tiger y el B10M eran muy similares, y mientras que Leyland había vendido 3500 Tiger desde el lanzamiento del modelo, Volvo había vendido 20.000 B10M durante el mismo período. El penúltimo comprador importante del Tiger, Shearings, se cambió al B10M en 1991, y Volvo decidió cesar la producción y cerrar la fábrica de Farington.